# Paul Lescornez
 (mars 2014).
Si vous disposez d'ouvrages ou d'articles de référence ou si vous connaissez des sites web de qualité traitant du thème abordé ici, merci de compléter l'article en donnant les références utiles à sa vérifiabilité et en les liant à la section « Notes et références ».

« le devoir impérieux de perpétuer les noms des héros et des martyrs pour une postérité trop souvent oublieuse et ingrate »

Paul Lescornez naît à Saint-Nicolas (Flandre-Orientale, Belgique) le 24 juillet 1888. Il devient inspecteur principal au Ministère de l'Intérieur. Il est major de réserve et invalide de la Première Guerre mondiale.

## Seconde guerre mondiale
Patriote dans l’âme, il rentre dans la résistance lors de la Seconde Guerre mondiale. Contacté par Jean Moens en août 1940 second du SRZ (Service de renseignement Zéro), celui-ci  lui demande de créer un réseau dans son secteur, Schaerbeek. Il devient Agent Zéro d’un groupe indépendant mais qui est  lié au "Réseau Portemine" ou "Organisation Portemine" de Georges Lechein.  Son groupe se forme dont :
Jules Gewelt - Industriel, Désiré Henoumont - assistant du premier, Jean-Pierre Portzenheim -commerçant droguiste, Paul Casimir - ingénieur, Paul Hubert - officier aviateur (lieutenant), Marie De Munter - institutrice, son frère un agent spécial de police Hubert De Munter, Marcel  Jonckherre - artisan et Henri Renard-coiffeur et de nombreux autres si bien qu’en janvier 1941 le réseau est bien organisé et très actif.
Les activités du  groupe : la réédition, l’impression (copies) et la distribution du journal clandestin La Libre Belgique « Peter Pan ». Le dépistage des traîtres, l’espionnage spécialement axé sur la collecte de renseignements  militaires liés aux mouvements de troupes ennemies et à leurs activités aéroportuaires ...
Paul et sa courageuse épouse  Madeleine dactylographiaient eux-mêmes les articles d’Albert Van de Kerchhove, le « Fidelis » de La Libre Belgique. 
On leur doit aussi l’édition du tract clandestin « Loyauté » (septembre 1940).
Mais à la suite de dénonciations, Paul et la plupart de ses proches collaborateurs (les 9 premiers cités) se font arrêter par la Geheime Feldpolizei (gruppe 530) en l’espace de 2 mois, entre le 21 août et le 28 octobre 1941.
Paul Lescornez est arrêté le 24 septembre et emprisonné à la prison de Saint-Gilles. Il ne parle pas. Il est transféré avec ses compagnons à Berlin le 21 mai 1942. Ils sont tous les dix condamnés à mort pour espionnage le 21 avril 1943 par le Tribunal de guerre de Berlin (Bereichskriegsgericht). Hormis Marie De Munter, ils sont tous fusillés le 6 août 1943 au stand de tir de Berlin-Tegel. Marie De Munter sera traînée de camp en camp mais libérée fin avril 1945.
Le corps de Paul Lescornez est rapatrié en 1948 avec ceux de quatre de ses compagnons de résistance. Il est inhumé à la Pelouse d’Honneur du Cimetière de Schaerbeek.

## Distinctions honorifiques
Paul Lescornez est commandeur de l’Ordre de Léopold II, officier de l’Ordre de Léopold, officier de l’Ordre de la Couronne, officier de l’Ordre de Léopold II avec Glaives, Croix de guerre belge et française.

## Sources bibliographiques
- Livre d’or de la Résistance belge, Éditions Leclercq, Bruxelles, 1948
- Les espions Zéro dans l'ombre du pouvoir 1940-1944 de Yaëlle Van Crombrugge, Éditions Racine, 2013
- CEGES